# Palencia, Guatemala
Municipio de Palencia är en kommun i Guatemala.   Den ligger i departementet Guatemala, i den centrala delen av landet, 18 km öster om huvudstaden Guatemala City.